# RC-Drift
Als RC-Drift bezeichnet man das Driften mit ferngesteuerten Autos. Es handelt sich dabei nicht nur um eine Fahrtechnik, sondern um eine eigene Wettbewerbsdisziplin, entsprechend der Motorsportart Driftsport.

## Technik
Ziel des Driftens ist es, das Fahrzeug in einer Kurve seitlich zur eigenen Längsachse zu bewegen. Dazu wird am Kurveneingang zunächst in die Richtung der Kurve eingelenkt. Bricht das Heck aus, ist gegenzulenken, um zu verhindern, dass sich das Fahrzeug um seine eigene Achse dreht. Zu starkes Gegenlenken ist dabei zu vermeiden, da das Fahrzeug ansonsten geradeaus oder in die andere Richtung fährt. Der Driftwinkel kann korrigiert werden, indem in kurzen Abständen zwischen Gas und Bremse gewechselt wird.

### Antrieb
Die Fahrzeuge werden nicht auf Geschwindigkeit, sondern auf eine möglichst effektive Kontrolle der Kraftübertragung vom Reifen auf den Fahruntergrund hin ausgelegt.
Es gibt zwei Arten von Allradantrieben: zentrale Kardanwelle (Motor längs zur Fahrtrichtung eingebaut) oder über Zahnriemen (Motor quer zur Fahrtrichtung).
Der Kardanwellenanrieb ist in der Regel wartungsärmer, hat aber den Nachteil vom sogenannten Torque Steer: hier wirkt beim Gasgeben ein Drehmomentimpuls entgegen der Motordrehrichtung, welcher sich über die längsliegende Kardanwelle fortsetzt und damit quer zur Fahrzeuglängsachse wirkt. Speziell bei Modified-Motoren und starken Brushless-Systemen kommt dieser zum Tragen. Durch sinnvolle Anordnung von Motor und Kardan kann der Effekt gemildert werden. Der Riemenantrieb ist von diesem Effekt ausgeschlossen, da der Motor quer zur Fahrtrichtung eingebaut ist und damit der Drehmomentimpuls in Fahrtrichtung wirkt. Dafür ist dieser Antrieb schmutzempfindlicher, kleine Steinchen können zwischen Riemen und Riemenscheibe gelangen, den Antrieb blockieren oder schlimmstenfalls Riemen und/oder Riemenscheiben beschädigen.
Um die Querlage der Autos zu begünstigen, werden zumeist die Differentiale gesperrt.

### 50/50
Diese Fahrzeuge haben Allradantrieb mit gleicher Übersetzung an Vorder- und Hinterachse. Da diese Fahrzeuge mit etwas Übung recht einfach beherrschbar sind und viele Fahrfehler tolerieren, gilt dies als die einsteigerfreundlichste Klasse.

### Countersteer
Eine weitere Art zu Driften ist Countersteer (CS). Mittels Veränderung der Übersetzungen an Vorder- und/oder Hinterachse wird eine unterschiedliche Drehzahl der Achsen möglich – so wird versucht, die Räder an der Hinterachse schneller drehen zu lassen als die Räder der Vorderachse. Es werden vor allem riemengetriebene Fahrzeuge für CS umgebaut, da bei ihnen günstigstenfalls lediglich die passenden Pulleys (Riemenscheiben) eingebaut werden müssen. Die Relation der Umdrehungen der Achsen bestimmt den CS in Prozenten. Wenn sich die Hinterachse doppelt so schnell dreht wie die Vorderachse, spricht man von 200 % Overdrive (CS-Rate 1:2,0). Aktuell (2012) scheint sich in Asien ca. 182 % Oversteer (CS-Rate 1:1,82) als Standard manifestiert zu haben. An der Vorderachse ist häufig ein Freilauf installiert, da ansonsten eine Geradeausfahrt kaum möglich ist.

### RWD
Inzwischen gibt es beim Driften auch Fahrzeuge mit reinem Hinterradantrieb (englisch rear wheel drive, RWD). Hier ist die Feinfühligkeit beim Gasgeben und Lenken noch wichtiger als beim Countersteer. Daher wird RWD auch als Königsklasse des Driftens bezeichnet.

### Fahrwerk und Reifen
Um die Kontrolle über die Autos behalten zu können, werden weiche Federn bevorzugt.
Des Weiteren werden Spur und Sturz so eingestellt, dass eine möglichst schnelle Lenkreaktion des Autos gewährleistet ist.
Im Gegensatz zu normalen RC-Autos werden im RC-Drift Reifen aus Polyethylen oder PVC benutzt, da diese geringere Längs- und Seitenführungskräfte aufbauen.

### Elektronik
Die Wahl der Antriebselektronik hängt von einigen Faktoren ab, unter anderem Untergrund, Reifen und Gewicht des Autos.
Der Regler sollte mindestens die Funktionen Vorwärts / Bremse bieten, oft ist zusätzlich Rückwärts möglich.
Bei den Motoren haben Brushlesssysteme die größte Verbreitung.
Als Energiequelle wird wegen des geringeren Gewichts bevorzugt LiPo-Technologie verwendet.
Zur Lenkung werden schnelle Servos mit Stellzeiten von 0,09 sec und besser eingesetzt.
Für die Steuerung der Beleuchtung werden z. T. spezielle Lichtmodule verwendet, bei denen die Steuerfunktionen des Fahrzeuges Einfluss auf die Beleuchtungsdetails haben (z. B. Bremslicht).

### Aussehen
Da es im RC-Drift (wie auch beim echten Driften) um das stilvolle Durchfahren von Kurven geht, spielt auch das Aussehen der Autos eine Rolle.
Häufig vertreten sind Modelle von folgenden Fahrzeugen:
- Nissan 350Z
- Nissan 370Z
- Nissan Skyline
- Nissan Silvia S15
- Mazda RX-7
- Mazda RX-8
- Toyota Corolla GTS (AE86)
- Toyota Supra
- Toyota GT86
- Subaru BRZ
- Subaru Impreza
- BMW M3

Auch amerikanische Muscle-Cars eignen sich zum Driften:
- Ford Shelby
- Dodge Viper
- Chevrolet Corvette
- Chevrolet Camaro
- Dodge Charger R/T

Diese werden mit Zubehörteilen wie aufwendigen Felgen, Auspuffattrappen, Spoilern, Lackierungen etc. versehen.